# Szekeres László (irodalomtörténész)
Szekeres László (Szajol, 1927. február 1. – 2014. május 15.) magyar irodalomtörténész, muzeológus, műfordító. Irodalmárként jelentősebb önálló műve nem jelent meg, élete nagy részében német és cseh nyelvű irodalom fordításával foglalkozott. Szakmai munkája mellett a Kádár-korszak állambiztonságának egyik titkos ügynöke volt: mint hálózati személy, három évtizeden át jelentett a magyarországi irodalmi közélet számos szereplőjéről.

## Élete
1927. február 1-jén született Szajolban. 1945-ben érettségizett, majd
a budapesti tudományegyetem bölcsészkarán szerzett oklevelet. Szakmai pályáját a szegedi
egyetemen kezdte, mint tanársegéd, később kari titkár lett az egyetem bölcsészkarán. 1956 őszén részt vett a forradalmi események egy részében, zsarolhatóvá vált, ezáltal 1957 májusában a kádári állambiztonság „ellenforradalmi” kategóriában, „hazafias alapon” beszervezte.
„Sziklai”, illetve „Sziklai Barna” néven 1957 szeptemberéig írt jelentéseket a Csongrád Megyei Rendőr-főkapitányság belsőreakció-elhárítási osztályának, de '56-os tevékenysége miatt így is gyanússá vált, ami miatt feleségével, Ormos Mária történésszel együtt eltávolították az egyetemről. A politikai rendőrség azonban ezután is igényt tartott szolgálataira: foglalkoztatását
1958 augusztusától a Belügyminisztérium II/5-f alosztálya vette át.
Budapestre került, ahol a Magyar Tudományos Akadémia Irodalomtörténeti Intézetében kapott státuszon kívüli állást; ügynöki munkakörében pedig a hatalom számára gyanús irodalomtörténészekről kellett információkat gyűjtenie. Megmaradt ügynöki jelentéseiből valószínűsíthető, hogy már korábban is gyakran megfordult az egykori Eötvös József Collegium épületében megszervezett, marxista világnézetű intézetben és jelentett az ott dolgozókról.
Jelentett például Szauder József intézeti osztályvezetőről, Bodnár György, Czine Mihály, Kiss Ferenc, Németh G. Béla, Oltványi Ambrus, Pomogáts Béla és Vezér Erzsébet irodalomtörténészekről, Fekete Sándor és a szerb nemzetiségű Vujicsics D. Sztoján írókról; utóbbit később ugyancsak beszervezték. Konkrét ügynöki feladatai közé tartozott egy időben az is, hogy figyelje meg Gerelyes Endre író-újságírót és menyasszonyát, az akkor egyetemista Schlattner Editet; utóbbira részben az ő jelentései alapján figyelt fel a politikai rendőrség, ahol a nőt később hírszerzőnek szervezték be. A rendszer számára gyanúsként kezelt Orosz Lászlóról és Kulcsár Péterről írt jelentéseivel feltehetőleg ténylegesen is hozzájárult a nevezettek meghurcolásához, állásvesztéséhez. Közben, 1962 körül komoly családi problémái is adódtak, feleségétől, Ormos Máriától el is vált.
1962 májusában munkahelyet váltott és a Petőfi Irodalmi Múzeumba került át, de még évekig vissza-visszajárt az Irodalomtörténeti Intézetbe, tartotta a kapcsolatot több egykori, ottani kollégájával, így 1964-ig viszonylagos rendszerességgel és aránylag naprakész információkat tartalmazó jelentésekkel tudta kiszolgálni megbízóit. 1964-től viszont már inkább új munkahelyére összpontosított és ottani munkatársait figyelte meg. Az állambiztonság számára utolsó jelentését 1987-ben adta, M-dossziéját pedig a következő évben, 1988-ban zárták le. Mintegy 30 évet felölelő jelentései öt kötetet töltenek meg.
1995-ben mint Jókai-kutató, ő azonosította azt az eredetinek bizonyult Petőfi-relikviát – egy, az Ibolyák címet viselő kis füzetet –, amely Mészáros Vince muzeológus-műgyűjtő, a Közlekedési Múzeum főigazgatója halála után, 1995 őszén került elő a hagyatékából, és amely a költő hat (részben ismeretlen) versét és két (korábban egyáltalán nem ismert) elbeszélését tartalmazza.